# Aythynae
Los aytinos (Aythynae) son una subfamilia de aves anseriformes de la familia Anatidae. Comprende unas 16 especies (algunos de ellos llamados patos buceadores o porrones) que, aunque morfológicamente son cercanas a los patos chapoteadores de Anatinae (Livezey, 1986), presentan algunas marcadas diferencias, como en la estructura de la tráquea. Datos de secuencias de ADN mitocondrial del citocromo b y de la subunidad 2 de la NADH deshidrogenasa indican que los patos buceadores están bastante distanciados de patos los chapoteadores, y que las similitudes externas se deben a evolución convergente.
Alternativamente (por ejemplo Terres, 1991), cercetas, patos y porrones de los géneros Marmaronetta, Netta y Aythya son ubicados como una tribu Aythyini en una subfamilia Anatinae la cual comprendería a todas las aves similares a patos, excepto los del género Dendrocygna (suiriríes o yaguasas) que son incluidos junto con los gansos en la subfamilia Anserinae.
Existen otros patos que bucean pero que no pertenecen a esta subfamilia, como por ejemplo: el pato halveda, los patos negrones, los porrones del género Bucephala, las serretas de los géneros Mergus y Lophodytes y los éideres de los géneros Somateria y Polysticta, todos pertenecientes a la subfamilia Merginae.

## Distribución
Aunque la subfamilia Aythyinae es cosmopolita, la mayoría de los miembros son nativos del Hemisferio Norte e incluyen a varios de los patos más comunes de este hemisferio.

## Historia natural
No todos los patos de este grupo bucean, los del género Netta no lo hacen, pero los otros se alimentan principalmente buceando. Los del género Netta se alimentan en la superficie de forma similar a los patos de Anatinae.
Los patos de este grupo son gregarios, se encuentran mayormente en aguas dulces o en estuarios, aunque el Porrón Bastardo se vuelve marino durante el invierno norteño. Son fuertes voladores. Sus alas anchas, de punta roma requieren de batidas de alas más frecuentes que las de muchos patos y despegan con cierta dificultad. Las especies del norte tienden a ser migratorias; las del sur no migran, aunque el Porrón Australiano viaja largas distancias de forma irregular en respuesta a la lluvia. Estos patos no caminan tan bien como los patos de Anatinae, sus patas tienden a estar ubicadas más atrás en el cuerpo para ayudar en la propulsión cuando están bajo el agua.

## Sistemática
Aquí son incluidos los tres géneros usualmente considerados en la tribu Aythyini. La Cerceta Pardilla que es del género monotípico Marmaronetta, sin embargo parece muy distinto y podría haber divergido antes de la separación de Anatinae y Aytyinae según indican caracteres morfológicos (Livezey, 1986), y moleculares (Johnson & Sorenson, 1999). El probablemente extinto Pato Cabecirrosa, antes tratado separadamente en el género Rhodonessa, se ha sugerido que pertenece a Netta (Livezey, 1998, en contrario a Livezey, 1986), pero esto ha sido cuestionado (Collar et al., 2001). Los análisis de secuencia de ADN, que resolverían probablemente esta contradicción, no se han podido realizar todavía por falta de muestras adecuadas. Podría ser una divergencia temprana dentro del linaje de Aythyinae. El análisis molecular de Johnson & Sorenson (1999) también sugiere que el Pato Joyuyo White-winged Wood Duck debería ser ubicado en un género monotípico Asarcornis, el cual es bastante cercano a Aythya y podría pertenecer dentro de esta subfamilia.
FAMILIA ANATIDAE
- Subfamilia Aythyinae
  - Género Marmaronetta
    - Marmaronetta angustirostris, Cerceta Pardilla

  - Género Netta (provisionalmente incluye a Rhodonessa)
    - Netta caryophyllacea, Pato Cabecirrosa - también Rhodonessa; probablemente extinta (¿1945?)
    - Netta rufina, Pato Colorado
    - Netta erythrophthalma, Pato Morado
    - Netta peposaca, Pato Picazo

  - Género Aythya
    - Aythya valisineria, Porrón Coacoxtle
    - Aythya ferina, Porrón Europeo
    - Aythya americana, Porrón Americano
    - Aythya collaris, Porrón Acollarado
    - Aythya australis, Porrón Australiano
    - Aythya baeri, Porrón de Baer
    - Aythya nyroca, Porrón Pardo
    - Aythya innotata, Porrón Malgache - se la creyó extinta, redescubierta (2006)
    - Aythya sp. posiblemente Aythya innotata, Porrón de Reunión - extinta (hacia la década de 1690)
    - Aythya novaeseelandiae, Porrón Maorí
    - Aythya fuligula, Porrón Moñudo
    - Aythya marila, Porrón Bastardo
    - Aythya affinis, Porrón Bola